# Utetheisa shyama
Utetheisa shyama är en fjärilsart som beskrevs av Bhattacherjee och Gupta 1969. Utetheisa shyama ingår i släktet Utetheisa och familjen björnspinnare. Inga underarter finns listade i Catalogue of Life.